# 320-as busz
A 320-as számú elővárosi autóbusz az egyetlen autóbuszjárat, mely közvetlenül összeköti Mogyoródot Budapesttel (eltekintve a naponta csupán egyszer közlekedő 317-es busztól). A járat Újpest-Városkapu autóbusz-állomásról indulva, az Újpesti lakótelep, Rákospalota Öregfalu városrésze, Fótújfalu, Fót óvárosán keresztül érkezik Mogyoródra, melyet hosszában átszelve érkezik meg a HÉV-állomáshoz. Mivel Mogyoródot a HÉV összeköti Budapesttel, így a fővárosba irányuló hivatásforgalom döntő többségét a HÉV ellátja, ezért a 320-as busz fő célja inkább a többi buszjárat kiegészítése: a reggeli és délutáni csúcsidőszakban Budapest és Fót, illetve Fót és Mogyoród közötti utasforgalom enyhítése, továbbá közvetlen eljutási lehetőséget biztosít Mogyoródról Rákospalotára és Újpestre. Ennek megfelelően a járat csak munkanapokon reggel és délután közlekedik. Az egyik reggeli járat tanítási időszakban Mogyoród Egis telepéről indul, ezért a menetideje kb. 2 perccel hosszabb. A járatok menetrendje a HÉV-hez igazodik.
A vonalon Budapest közigazgatási határán belül igénybe vehető a Budapest-Bérlet.

## Megállóhelyei
| 0                                 | Budapest, Újpest-Városkapu (IV. kerület) végállomás | 20 | 104, 104A, 121, 122E, 196, 196A, 204 300, 302, 303, 305, 308, 309, 310, 312, 313, 314, 315, 316, 318, 319, 321, 872, 880, 882, 884, 889, 890, 893 1010, 1011, 1013, 1014 S72 Z72 S76 |
| 1                                 | Budapest, Újpest-Központ                            | 19 | 12, 14 25, 30, 30A, 104, 104A, 120, 147, 170, 196, 196A, 204, 220, 230, 270 308, 309, 310, 313, 314, 315, 316, 317, 318, 319, 321                                                    |
| 2                                 | Budapest, Árpád Kórház                              | 18 | 25, 104, 104A, 170, 196, 196A, 204, 270 308, 309, 310, 313, 314, 315, 316, 317, 318, 319, 321                                                                                        |
| 3                                 | Budapest, Széchenyi tér                             | 17 | 104, 104A, 125, 170, 204, 231, 231B 308, 309, 310, 313, 314, 315, 316, 317, 318, 319, 321                                                                                            |
| 4                                 | Budapest, Juhos utca                                | 16 | 5, 104, 104A, 204, 231, 231B 308, 309, 310, 313, 314, 315, 316, 317, 318, 319, 321                                                                                                   |
| 5                                 | Budapest, Szántóföld utca                           | 15 | 124 308, 309, 310, 313, 314, 315, 317, 318, 319, 321 |
| Budapest–Fót közigazgatási határa |                                                     |    | |
| 6                                 | Fót, Auchan-elágazás (Sikátorpuszta)                | 14 | 308, 309, 310, 313, 314, 315, 316, 317, 318, 319 |
| 7                                 | Fót, FÓTLIGET                                       | 13 | 308, 309, 310, 314, 315, 319 |
| 8                                 | Fót, Vízművek                                       | 12 | 308, 309, 310, 314, 315, 318, 319 |
| 9                                 | Fót, Munkácsy Mihály utca                           | 11 | 308, 309, 310, 313, 314, 315, 316, 318, 319 |
| ∫                                 | Fót, Gyermekváros (Benzinkút)                       | 10 | 308, 309, 310, 313, 314, 315, 316, 317, 318, 319, 324, 325, 326, 371 |
| 10                                | Fót, Gyermekváros (Templom)                         | 9  | 308, 309, 310, 313, 314, 315, 316, 317, 318, 319, 324, 325, 326, 371 |
| 11                                | Fót, Vörösmarty utca                                | 8  | 317, 324, 325, 326 |
| 12                                | Fót, Kézműipari Vállalat                            | 7  | 317, 324, 325, 326 |
| Fót–Mogyoród közigazgatási határa |                                                     |    | |
| 13                                | Mogyoród, Mátyás király utca                        | 6  | 317, 324, 325, 326, 321 |
| 14                                | Mogyoród, Mázsa tér                                 | 5  | 317, 324, 325, 326, 321 |
| 15                                | Mogyoród, patak híd                                 | 4  | 317, 324, 325, 326, 321 |
| 16                                | Mogyoród, Újfalu                                    | 3  | 317, 324, 325, 326, 321 |
| 17                                | Mogyoród, Ring fogadó                               | 2  | 317, 324, 325, 326, 321 |
| 18                                | Mogyoród, Szadai elágazás                           | 1  | 317, 324, 325, 326, 321 |
| 19                                | Mogyoród, HÉV-állomás végállomás                    | 0  | 317, 324, 325, 326, 321 |